# ピアノソナタ第4番 (ヴァインベルク)
ピアノソナタ第4番 ロ短調 作品56 は、ミェチスワフ・ヴァインベルクが1955年に作曲したピアノソナタ。エミール・ギレリスへと献呈された。

## 概要
1953年1月、医師団陰謀事件に巻き込まれたヴァインベルクは「ユダヤ人ブルジョワ民族主義」の罪でソビエト当局に身柄を拘束され、死刑判決を受けていた。しかし、直後にスターリンが死亡したことにより釈放され、モスクワに留まって作曲家として創作的自由を新たにすると活動を再開したのであった。
この第4番から彼のピアノソナタは後期へと入り、このジャンルにおける先人の影響（とりわけプロコフィエフとショスタコーヴィチ）から脱するとともに、彼独自の音楽様式をより強く打ち立てた。その意味で、第4番がヴァインベルクの真に個性的なピアノソナタの始まりとなっている。しかしながら、過去のソビエトの作曲家の影響も残されている。ヴァインベルク自身も「ショスタコーヴィチ楽派が私の芸術作品にとっての礎であり続けている」と述べている。
ナクソスによると、本作は「民謡的着想、リズムの快活さ、そして憂鬱さを極めて個人的な方法で融合させている」という。ヴァインベルクの伝記作家であるデイヴィッド・ファニングの評によると、本作は過去の作品よりも「古典的均衡が取れ」ると同時に深みの増した「表現の幅」を有しており、それに伴ってピアニストへの技術的要求も上昇しているという。
本作のモチーフの統一性は特筆すべきものであり、ホ短調のラルゴの主題によって4つの楽章の全てが関連付けられている。

## 楽曲構成
全4楽章で構成される。演奏時間は約26分。
1. Allegro ロ短調
2. Allegro イ短調
3. Adagio 変ロ長調
4. Allegro ロ短調

不穏な調子で忙しないソナタ形式のアレグロの後に、舞踏的で不協和な3/4拍子の楽章が続いていく。次に思索的で深い郷愁を誘うアダージョが休息の時をもたらす。終楽章アレグロは再び舞踏的な主要主題をもち、次第に熱気と絶望を帯びていく。しかし、終わりが近づくにつれてこの楽章の興奮は鳴りを潜め、先行楽章で聞かれたラルゴの主題が回想される。最後にピアニッシモでロ短調の和音を置き、陰鬱な静寂の中に曲を終結させる。